# 谢尔盖·林格
谢尔盖·斯捷潘诺维奇·林格（羅馬化：Siarhiej Sciapanavič Linh，羅馬化：Sergey Stepanovich Ling；1937年5月7日—），白俄罗斯政治家。
林格曾就读于白俄罗斯农学院和前苏共中央党校。1991年－1994年7月12日任部长会议副主席（政府副总理）兼国家经济和计划委员会主席、经济部长。1994年7月20日起再任政府副总理。1996年11月18日起兼任代总理，1997年2月19日起正式任白俄罗斯总理。2000年2月18日辞去了总理职务。